# Matochina
Matochina (en búlgaro: Маточина, «toronjil») es un pequeño pueblo en el sureste de Bulgaria, parte del municipio de Svilengrad, provincia de Haskovo. Matochina yace en las crestas más meridionales del monte Sakar, 40 kilómetros (25 millas) del centro municipal de Svilengrad y a 110 kilómetros (68 millas) de la capital provincial, Haskovo; esta se localiza justo al oeste de la frontera entre Bulgaria y Turquía, y no muy lejos al noreste de la frontera entre Bulgaria y Grecia. El pueblo es famoso por la fortaleza medieval de Matochina.

## Historia
Matochina ha existido al menos desde 1664, cuando el sultán otomano Mehmed IV es registrado cazando cerca de la fortaleza abandonada y el pueblo situado más abajo. Durante ese tiempo, Matochina era conocida como Fikla o Fikel. El pueblo pasó a Bulgaria en 1912. Su nombre fue cambiado a Matochina en 1934 debido a la abundancia del toronjil mediterráneo (melissa officinalis) en la zona circundante.

## Iglesias
La población entera de Matochina es ortodoxa búlgara por confesión. El pueblo tiene un iglesia cueva medieval que data del siglo X; la iglesia fue bautizada en honor a la Epifanía y estuvo en uso hasta mediados del siglo XX. La iglesia cueva se encuentra a 2 kilómetros (1,2 millas) al suroeste del pueblo. Es una habitación rectangular con un arco tallado en la roca. La cella o naos son de 9,9 metros (32 pies) de ancho y hasta 5 metros (16 pies) de alto. La entrada a la iglesia es un paso más arqueado 4.4 metros (14 pies) de largo y 3 metros (9,8 pies) de alto. Otra iglesia, dedicada a los santos Constantino y Helena, se inauguró a finales de 1935.

## Castillo

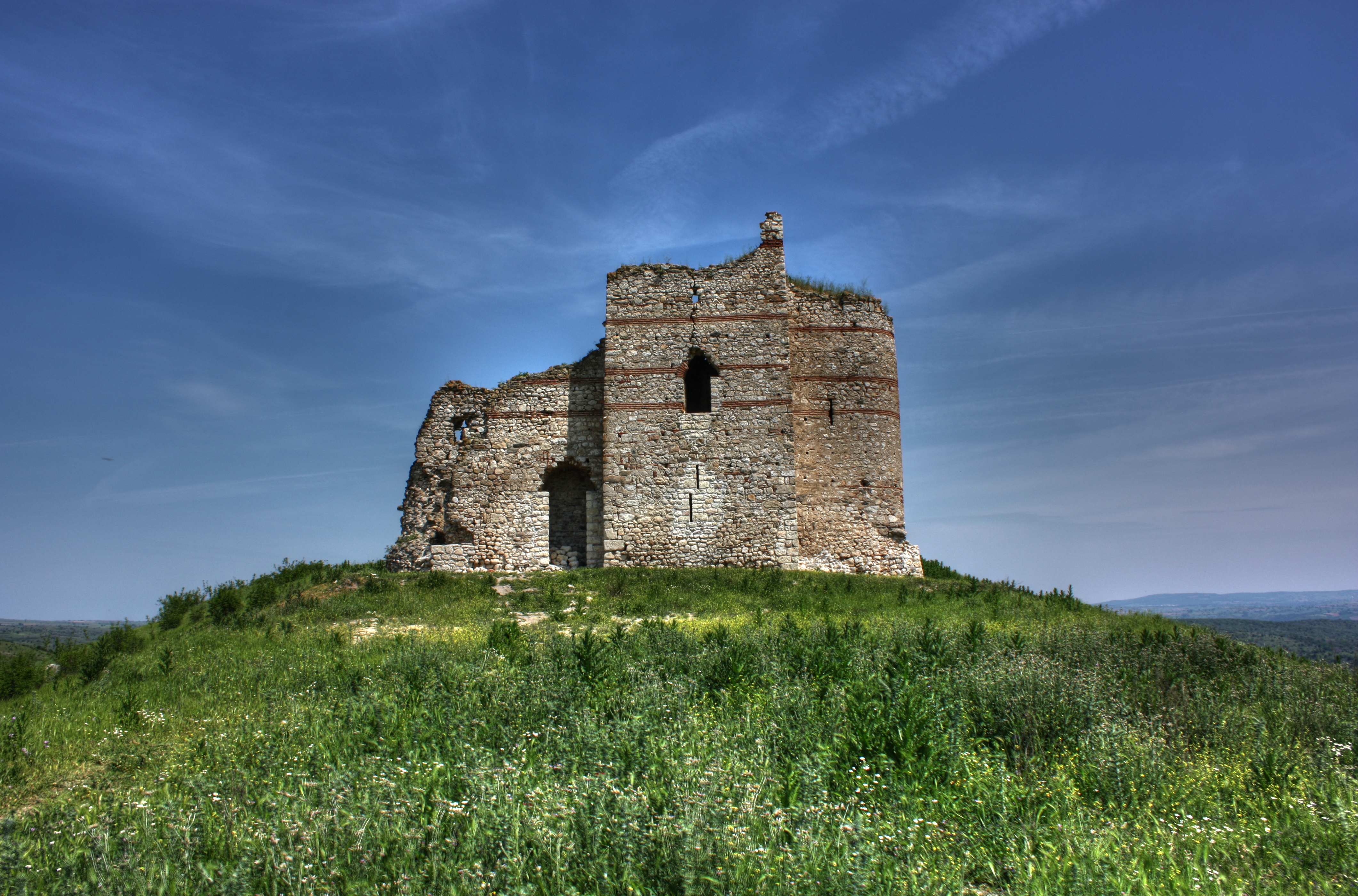
La torre del homenaje de la fortaleza medieval de Matochina

La fortaleza de Matochina (Маточинска крепост, Matochinska krepost), también conocida como Bucoleón (Букелон), se encuentra en una meseta al noreste del propio pueblo. Según los informes Bucoleón fue mencionado en los informes sobre la batalla de Adrianópolis de 378. La única parte bien conservada del castillo actualmente es la fortaleza interior con la torre del homenaje, que es de 18 metros (59 pies) de altura y data del siglo XII al XIV. La torre del homenaje es una torre de tres pisos con aspilleras en todos los lados. Según informes, el tercer piso fue utilizado como una capilla para los defensores. La torre del homenaje fue construida de piedra y ladrillos. Un monograma de ladrillo en forma de cruz a un lado de la entrada indica que la fortaleza pudo haber sido reconstruido por el zar Miguel Shishman de Bulgaria (1323-1330). La torre del homenaje es una planta rectangular con dos partes sobresalientes, una de los cuales es semicilíndrica. La fortaleza de Matochina formaba parte del sistema defensivo de Adrianópolis y protegía a la ciudad desde el norte.